# 阿恩久格拉马姆
阿恩久格拉马姆（Anjugramam），是印度泰米尔纳德邦甘尼亚古马里县的一个城镇。总人口9355（2001年）。

## 人口
该地2001年总人口9355人，其中男性4639人，女性4716人；0—6岁人口840人，其中男426人，女414人；识字率82.98%，其中男性为86.16%，女性为79.86%。